# Hydrotaea plumitibiata
Hydrotaea plumitibiata este o specie de muște din genul Hydrotaea, familia Muscidae, descrisă de Xue, Wang și Du în anul 2007. Conform Catalogue of Life specia Hydrotaea plumitibiata nu are subspecii cunoscute.